# 納代日迪夫卡 (卡霍夫卡區)
46°23′39″N 33°38′37″E / 46.39417°N 33.64361°E
纳迪伊夫卡（烏克蘭語：Надіївка），2024年9月前名为納代日迪夫卡（烏克蘭語：Надеждівка），是位於烏克蘭南部的村莊，由赫爾松州卡霍夫卡區的赫雷斯蒂夫卡市鎮負責管轄。該村始建於1909年，面積60平方公里，海拔高度25米，2001年人口1,495，人口密度每平方公里24.9人。
2024年9月19日，乌克兰最高拉达将此村的名字改为纳迪伊夫卡。